# Galloperdix
Galloperdix es un género de aves galliformes de la familia Phasianidae.

## Especies
Se reconocen las siguientes especies:
- Galloperdix spadicea
- Galloperdix lunulata
- Galloperdix bicalcarata